# Saut en hauteur masculin aux Jeux olympiques d'été de 1960
Navigation
Melbourne 1956 Tokyo 1964
L'épreuve du saut en hauteur masculin aux Jeux olympiques de 1960 s'est déroulée le 1er septembre 1960 au Stade olympique de Rome, en Italie.  Elle est remportée par le Soviétique Robert Shavlakadze.

## Résultats

### Finale
| Rang               | Athlète            | Pays             | 1,90 | 1,95 | 2,00 | 2,03 | 2,06 | 2,09 | 2,12 | 2,14 | 2,16 | 2,18 | Marque | Note |
| ------------------ | ------------------ | ---------------- | ---- | ---- | ---- | ---- | ---- | ---- | ---- | ---- | ---- | ---- | ------ | ---- |
| Médaille d'or      | Robert Shavlakadze | Union soviétique |      |      | XO   | O    | O    | O    | O    | O    | O    | XXX  | 2,16   | OR   |
| Médaille d'argent  | Valeriy Brumel     | Union soviétique |      | O    |      | O    | O    | XO   | XXO  | XO   | XO   | XXX  | 2,16   | OR   |
| Médaille de bronze | John Thomas        | États-Unis       |      |      | O    | -    | O    | O    | -    | XO   | XXX  |      | 2,14   |      |
| 4                  | Viktor Bolshov     | Union soviétique |      | O    | -    | O    | O    | O    | O    | XO   | XXX  |      | 2,14   |      |
| 5                  | Stig Pettersson    | Suède            | O    | -    | O    | -    | XXO  | XXO  | XXX  |      |      |      | 2,09   |      |
| 6                  | Charles Dumas      | États-Unis       |      |      | O    | O    | -    | XXX  |      |      |      |      | 2,03   |      |
| 7                  | Kjell-Åke Nilsson  | Suède            | O    | O    | O    | O    | XXX  |      |      |      |      |      | 2,03   |      |
| 7                  | Jiří Lanský        | Tchécoslovaquie  | O    | O    | O    | O    | XXX  |      |      |      |      |      | 2,03   |      |
| 7                  | Theo Püll          | Allemagne        | O    | O    | O    | O    | XXX  |      |      |      |      |      | 2,03   |      |
| 10                 | Robert Kotei       | Ghana            | O    | -    | O    | XO   | XXX  |      |      |      |      |      | 2,03   |      |
| 11                 | Cornel Porumb      | Roumanie         | O    | O    | O    | XO   | XXX  |      |      |      |      |      | 2,03   |      |
| 12                 | Mahamat Idriss     | France           |      | XO   | XO   | XO   | XXX  |      |      |      |      |      | 2,03   |      |
| 13                 | Sándor Noszály     | Hongrie          | O    | O    | XO   | XXO  | XXX  |      |      |      |      |      | 2,03   |      |
| 14                 | Maurice Fournier   | France           |      | O    | O    | XXX  |      |      |      |      |      |      | 2,00   |      |
| 15                 | Piotr Sobotta      | Pologne          | O    | O    | O    | XXX  |      |      |      |      |      |      | 2,00   |      |
| 16                 | Gordon Miller      | Royaume-Uni      | O    | O    | XXO  | XXX  |      |      |      |      |      |      | 2,00   |      |
| 17                 | Joseph Faust       | États-Unis       | O    | O    | XXX  |      |      |      |      |      |      |      | 1,95   |      |

## Légende
Records et Performances
- AR : Record continental (area record)
- CR : Record des championnats (championship record)
- MR : Record du meeting (meet record)
- NR : Record national (national record)
- OR : Record olympique (olympic record)
- PR : Record paralympique (paralympic record)
- PB : Record personnel (personal best)
- SB : Meilleure performance personnelle de la saison (season's best)
- WL : Meilleure performance mondiale de l'année (world leader)
- WJR : Record du monde junior (world junior record)
- WR : Record du monde (world record)

Circonstances et Conditions
- DNF : N'a pas terminé (did not finish)
- DNS : N'a pas pris le départ (did not start)
- DQ : Disqualification (disqualification)
- NM : Aucun essai valable enregistré (No Mark)
- Q : Qualifié « directement » au prochain tour (ou à la prochaine compétition), lors d'une compétition majeure, grâce au classement ou à la réalisation des minima (automatic qualifier)
- q : Qualifié au prochain tour (ou à la prochaine compétition), lors d'une compétition majeure, grâce au repêchage ou à la réalisation de l'une des meilleures performances parmi celles des « non qualifiés directement » (grâce au meilleur temps ou à la meilleure distance par exemple) (secondary qualifier)